# Llista d'episodis de Skins
Aquest article correspon a la llista d'episodis de la sèrie de televisió britànica Skins. Aquesta sèrie anglesa va ser estrenada el 25 de gener de 2007 pel canal E4 (propietat de Channel 4). A Catalunya va començar a emetre's al Canal 3XL, en català el 9 de novembre de 2011.

## Resum
| Temporades | Temporades | Episodis | Emissió al Regne Unit                     | Emissió a Catalunya                           |
| ---------- | ---------- | -------- | ----------------------------------------- | --------------------------------------------- |
|            | 1          | 9        | 25 de gener de 2007 – 22 de març de 2007  | 9 de novembre de 2011 - 7 de desembre de 2011 |
|            | 2          | 10       | 11 de febrer de 2008 - 14 d'abril de 2008 | 7 de desembre de 2011 - 11 de gener de 2012   |
|            | 3          | 10       | 22 de gener de 2009 - 26 de març de 2009  | 11 de gener de 2012 - 15 de febrer de 2012    |
|            | 4          | 8        | 28 de gener de 2010 - 18 de març de 2010  | 15 de febrer de 2012 - 14 de març de 2012     |
|            | 5          | 8        | 27 de gener de 2011 - 17 de març de 2011  | 14 de març de 2012 - 11 d'abril de 2012       |
|            | 6          | 10       | 23 de gener de 2012 - 26 de març de 2012  | ¿? Pròximament                                |
|            | 7          | 6        | Principi de 2013                          | TBA                                           |

### Primera temporada
| 1 | Tony           | 25 de gener de 2007  | 9 de novembre de 2011  |               |  |  |
| Comença amb Tony, (Nicholas Hoult) en el seu llit, despertant-se i fent les seves tasques diàries. Tony es prepara per a la nit i el debut del seu millor amic Sid en el pla sexual, i crida a la resta de la colla anunciant que hi haurà una festa a la qual anirien tots i Sid haurà de perdre la seva virginitat. Tony mana a Sid a comprar marihuana per aquella nit, la qual cosa fa, però pel que sembla els plans ja havien canviat: la festa es cancel·la, i Sid es queda amb els 85 gr. de droga sense tenir com pagar-los. Sid coneix Cassie, la noia que suposadament li trauria la virginitat, amb la qual finalment no passa res, ja que aquest realment està enamorat de Michelle, la xicota del seu millor amic Tony.                                                                 |                |                      |                        |               |  |  |
| |                |                      |                        |               |  |  |
| 2 | Cassie         | 1 de febrer de 2007  | 9 de novembre de 2011  |               |  |  |
| Es basa en Cassie (Hannah Murray) i els seus problemes de desordre alimentari i anorèxia, a més del començament de la seva atracció cap a Sid, encara que aquest la ignori per complet. El episodi també se centra en els pares d'ella, ja que la ignoren per complet. |                |                      |                        |               |  |  |
| |                |                      |                        |               |  |  |
| 3 | Jal            | 8 de febrer de 2007  | 16 de novembre de 2011 |               |  |  |
| Tracta sobre Jal (Larissa Wilson), la clarinetista del grup, amb l'objectiu de guanyar un concurs de BBC. En el capítol es mostra la relació amb els seus germans i pares, amb els quals no aconsegueix congeniar i manté una freda relació. |                |                      |                        |               |  |  |
| |                |                      |                        |               |  |  |
| 4 | Chris          | 15 de febrer de 2007 | 16 de novembre de 2011 |               |  |  |
| Es basa en Chris (Joe Dempsie) i en el recent abandonament de la seva mare, quedant-se sense res. El seu millor refugi serà Jal, qui l'ajudarà a recuperar la comunicació amb el seu pare, encara que això no sigui el millor. Chris confiarà en ella la seva més gran tristesa, la mort del seu germà en la infància. També es desenvoluparà la seva relació amb la seva professora, Angie. |                |                      |                        |               |  |  |
| |                |                      |                        |               |  |  |
| 5 | Sid            | 22 de febrer de 2007 | 23 de novembre de 2011 |               |  |  |
| Es tracta de Sid (Mike Bailey), la seva relació amb els seus pares, els problemes escolars, el seu amor per Michelle i el control de Tony sobre aquests. En aquest capítol, Cassie prefereix posar fi a la seva vida pel rebuig de Sid, encara que no assoleix els resultats que esperava i continuara viva. Jal s'enfad molt amb en Sid per ignorar Cassie. |                |                      |                        |               |  |  |
| |                |                      |                        |               |  |  |
| 6 | Maxxie & Anwar | 1 de març de 2007    | 23 de novembre de 2011 |               |  |  |
| Se centra en Anwar (Dev Patel). Tracta d'una excursió a Rússia amb tota la classe, excepte Cassie. Sorgeixen molts problemes entre Anwar i Maxxie: en el qual Anwar insinua que ser gai esta mal vist, Maxxie se sent ofès pel seu millor amic, provocant una ruptura de la seva amistat indefinida. Chris i Angie (la professora) tenen relacions sexuals. Anwar s'enamora d'una russa maltractada pel seu marit i, al costat de Sid, rescata del seu marit que la maltractava i amb la que finalment té relacions sexuals. Tony està a la recerca de noves experiències i tracta de tenir sexe oral amb Maxxie, el qual es nega, sense saber que Michelle, la seva nòvia, que aparentment estava adormida en aquesta habitació, ho va veure tot.                                                    |                |                      |                        |               |  |  |
| |                |                      |                        |               |  |  |
| 7 | Michelle       | 8 de març de 2007    | 30 de novembre de 2011 | 15.000 / 0,5% |  |  |
| Es basa en Michelle (April Pearson). De retorn a Bristol i després de veure com el seu nuvi l'intentava enganyar amb un home, s'enfadada. Es mostra egoista i despreocupada amb la seva mare, i la relació de la mare amb un home menor. Michelle coneix a un noi germà de Abigail,Josh (Ben Lloyd-Hughes), i comença una relació, però Tony perd el control i la separa definitivament d'ell, a causa de les seves impressionants mentides. Tot el grup s'allunya de Tony, fins i tot Michelle el rebutja quant Tony vol tornar amb ella. |                |                      |                        |               |  |  |
| |                |                      |                        |               |  |  |
| 8 | Effy           | 15 de març de 2007   | 30 de novembre de 2011 | 23.000 / 0,9  |  |  |
| Es basa en Effy i Tony (Kaya Scodelario) (Nicholas Hoult) Effy és la germana de Tony. Aquesta assisteix a una excèntrica festa en companyia d'uns amics, però, aquesta no sap que tot està preparat per fer caure en un parany per part de l'ex-nuvi de Michelle, que Tony, el seu germà, va aconseguir separar d'ella en el capítol anterior. Tony es donarà compte que les coses no estan bé, ni amb la seva germana, ni amb els seus amics, quedant finalment sol. Només Sid l'acompanyarà. |                |                      |                        |               |  |  |
| |                |                      |                        |               |  |  |
| 9 | Tothom         | 22 de març de 2007   | 7 de desembre de 2011  | 23.000 / 0,8% |  |  |
| Es basa en tots els personatges de la sèrie. Anwar preparara la seva festa de aniversari, però, encara continua enfadat amb el seu amic maxxie, finalment es reconcilien ja que el pare de Anwar accepta la seva amistat. La relació de Chris i Angie acaba definitivament, per l'arribada de l'antic amor d'aquesta. Sid s'adona que realment estima Cassie, però aquesta s'anirà a viure a Escòcia després de sortir del centre en el qual estava internada. Tony també assumeix les seves veritables sentiments, i crida a Michelle per telèfon, li diu que la estima i que el més important és ella, deixant a aquesta, desconcertada. Després d'això apareix un bus i atropella Tony deixant a Michelle en línia. Finalment Sid canta 'Wild World' de Cat Stevens, tancant la primera temporada. |                |                      |                        |               |  |  |
| |                |                      |                        |               |  |  |

### Segona temporada
La segona temporada comença sis mesos després dels esdeveniments de la primera.
| 1 | Tony i Maxxie | 11 de febrer de 2008 | 7 de desembre de 2011  | 25.000 / 1,0% |  |  |
| Tony continua viu després de ser atropellat per l'autobús, però ara pateix complicacions mentals, tot i no tenir ferides físiques visibles, i ha d'aprendre a desenvolupar-se sol en el món novament. En això troba el seu principal suport en el seu amic Maxxie. Aquest es veu embolicat en un problema amb el seu pare, el qual no accepta que el seu fill segueixi el camí del ball com a professional. |               |                      |                        |               |  |  |
| |               |                      |                        |               |  |  |
| 2 | Sketch        | 18 de febrer de 2008 | 14 de desembre de 2011 | 23.000        |  |  |
| El capítol se centra en Sketch, una noia obsessionada amb Maxxie. Bruce és el productor de la controvertida obra de l'institut "Osama: el musical", on Maxxie i Michelle tenen els papers principals. Sketch treballa en la producció, i se les enginyarà per treure Michelle del paper principal i ocupar el seu lloc a escena. A més es mostra la tempestuosa relació de Sketch amb la seva mare minusvàlida. Finalment, Maxxie descobreix l'obsessió de Sketch per ell. |               |                      |                        |               |  |  |
| |               |                      |                        |               |  |  |
| 3 | Sid           | 25 de febrer de 2008 | 14 de desembre de 2011 | 25.000        |  |  |
| Tracta de Sid, que no ha tornat a ser el mateix des que la seva nòvia Cassie es mudés a Escòcia i el seu millor amic tingués complicacions mentals després de l'accident, cosa que complica la seva amistat. Per empitjorar les coses rep una caòtica visita dels seus parents, que desencadena una ruptura familiar entre el seu pare i el seu avi. Al final del capítol, Sid es reconcilia amb Tony i el pare de Sid mor, sense saber-se'n les causes. |               |                      |                        |               |  |  |
| |               |                      |                        |               |  |  |
| 4 | Michelle      | 3 de març de 2008    | 21 de desembre de 2011 | 9.000 / 0,3%  |  |  |
| Michelle intenta tornar amb Tony, però aquest pateix de disfunció erèctil i no aconsegueixen dur a terme la relació sexual, aquí és quan Michelle s'adona que Tony ja no serà el mateix d'abans. La mare de Michelle s'ha tornat a casar amb un milionari modern que té una filla anomenada Scarlet, la qual a Michelle no li agrada prou, encara que acaba fent-se amiga de la colla, excepte de Tony i Cassie. En l'aniversari de Michelle se'n van de campament, sense comptar ni amb Cassie ni amb Tony, cosa que resulta ser un desastre. Anwar porta en secret a Sketch i són vistos per Maxxie i Michelle, la qual cosa fa que Maxxie s'enfadi amb Anwar. Scarlet tracta de seduir a Sid, però ell la rebutja i escapa, Michelle ho segueix i Sid li diu: "estic sol Michelle", Michelle respon: "ho sé Sid", es besen i tenen relacions sexuals. En despertar, els dos tornen a la casa de Sid i pugen al quart per tornar a tenir sexe, en obrir el quarto comencen a besar-se però s'aturen ja que Cassie es trobava allà i diu: "Hola Sid, hola Michelle." |               |                      |                        |               |  |  |
| |               |                      |                        |               |  |  |
| 5 | Chris         | 10 de març de 2008   | 21 de desembre de 2011 | 12.000 / 0,5% |  |  |
| Chris és expulsat de l'institut i és forçat a buscar una feina. Es fa nuvi de Jal, i després de perdre diverses oportunitats de treball recomanades per la seva consellera escolar, Chris es converteix en un èxit agent immobiliari. Això li dona accés a un petit apartament, però és acomiadat quan un client va a visitar el seu apartament després d'una festa. En aquesta festa havia enganyat Jal amb la seva antiga professora de psicologia, Angie. Descobreix que està embarassada. Anwar acaba amb Sketch després que Maxxie li demostrés que aquesta ho manipulava. |               |                      |                        |               |  |  |
| |               |                      |                        |               |  |  |
| 6 | Tony          | 17 de març de 2008   | 28 de desembre de 2011 | 26.000 / 0,9% |  |  |
| Se centra novament en Tony, qui continua la seva recuperació. En aquest episodi visita la Universitat d'Exeter per a una entrevista, però coneix a una estranya noia (possiblement imaginària) que l'ajuda a superar els problemes psicològics i de coordinació que havia experimentat després de l'accident. Després, Tony es converteix en la persona que era en l'inici de la sèrie. |               |                      |                        |               |  |  |
| |               |                      |                        |               |  |  |
| 7 | Effy          | 24 de març de 2008   | 28 de desembre de 2011 | 27.000 / 1,0% |  |  |
| Aquest episodi li pertany a Effy que mostra com és la seva vida, coneixerà a una nova amiga, Pandora (Lisa Backwell), una sorprenent i innocent noia que es transformarà en la seva millor amiga amb el transcurs dels anys. En aquest episodi Effy fa un tracte amb Sid per ajudar a recuperar Cassie, tindrà la missió d'aconseguir que Sid recuperi a Cassie després de tot el que ha passat entre tots dos amb un enginyós pla que només a Effy li podria donar resultats, També fa que Tony i Michelle es reconciliïn, A més es fa càrrec de que la expulsin de la seva escola d'Arts. |               |                      |                        |               |  |  |
| |               |                      |                        |               |  |  |
| 8 | Jal           | 31 de març de 2008   | 4 de gener de 2012     | 4.000 / 0,1%  |  |  |
| Tracta sobre Jal. En aquest episodi continua la seva batalla contra la seva consciència pel que fa al seu embaràs. La seva relació amb Chris va millor que abans, i tot sembla marxar bé fins que Chris és portat d'urgència a l'hospital per un coàgul al cervell. Maxxie té un nou xicot, James. |               |                      |                        |               |  |  |
| |               |                      |                        |               |  |  |
| 9 | Cassie        | 7 d'abril de 2008    | 4 de gener de 2012     | 4.000 / 0,1%  |  |  |
| Se centra en Cassie. Chris és donat d'alta, i la seva amiga Cassie s'encarrega de cuidar-lo. La relació entre Sid i Cassie va del tot bé, però alguna cosa que mai van esperar estaria a punt d'ocórrer i canviaria el destí de tots per sempre. Chris torna a caure per una hemorràgia i mor en els braços de Cassie. Cassie simplement fa les maletes i fuig de tot a Bristol, acabant a Nova York. Es fa amiga d'Adam, que l'acull al seu apartament i la porta a una discoteca. Però un matí quant es desperta veu que l'Adam l'ha deixat. Cassie haurà de valer-se per si mateixa d'ara endavant. |               |                      |                        |               |  |  |
| |               |                      |                        |               |  |  |
| 10 | Tothom        | 24 de març de 2008   | 11 de gener de 2012    | 31.000 / 1,0% |  |  |
| Tracta sobre tots els protagonistes. El pare de Chris visita a Sid per dir-li que no vol que ni ell ni els seus amics assisteixin al funeral. Després d'això, Sid i Tony decideixen robar el taüt de Chris, però Jal s'assabenta i els obliga a tornar abans del funeral. No obstant això, davant l'impediment del pare de Chris, la colla fa presència des d'un sector a part, robant les mirades dels altres familiars, acomiadant al seu amic entre focs artificials. A la tarda del mateix dia, Jal li explica a Michelle que va avortar el fill de Chris, els nois se senten voltant d'una foguera per llegir cada un els seus resultats que els permetran anar a la universitat. Tots aconsegueixen les qualificacions que necessitaven per assistir a la universitat, menys Anwar que decideix anar-se'n amb Sketch. Anwar es molesta pel fet que Maxxie se'n vagi a Londres sense acomiadar-se d'ell, que és el seu millor amic. Aparentment, a Sketch finalment li agrada més Anwar que Maxxie i pretén persuadir Anwar que siguin amics a Bristol, però Maxxie convenç a Anwar que es vagi a Londres amb ell i James, mentre Sketch hi era i es queda desconsolada que Anwar l'hagi abandonat, Tony li compra a Sid un bitllet a Nova York i, després d'una emotiu comiat, ho mana a buscar Cassie. Finalment, Tony es dirigeix a la Universitat Cardiff i Michelle a la Universitat de York, s'acomiaden en bons termes i amb la decisió de ser més que una "bona parella". L'última escena és la de Sid buscant Cassie a Nova York, detenint, sense saber-ho, en el cafè on aquesta treballa. Finalment, tornem a la primera escena de la primera temporada, un plànol del llit de Tony, però aquesta vegada és Effy la que està ficada al llit. Mira directament a la càmera, trencant la quarta paret, somrient i amb una cella aixecada. Un final que deixa la porta oberta per a la tercera temporada. |               |                      |                        |               |  |  |
| |               |                      |                        |               |  |  |

### Tercera temporada
| 1 | Tothom        | 22 de gener de 2009  | 11 de gener de 2012  | 15.000 / 0,6% |  |  |
| Aquest episodi s'encarrega de presentar a cada un dels nous personatges. El capítol comença amb Freddie, un jove skater fanàtic dels porros, camí a l'institut es trobar amb els seus millors amics: Cook, un noi dedicat només a l'alcohol i al sexe casual, i l'innocent JJ. Però els seus particulars vides donaran un gir en veure's embolicats en un xoc on coneixeran Effy, de la primera generació d'Skins, germana menor de Tony Stonem. Amb el pas del primer episodi, el trio de nois descobreixen que assistiran al mateix institut al qual està inscrita Effy, juntament amb la seva millor amiga Pandora, una noia rossa amb idees forassenyades i la tendresa feta persona. Durant l'episodi també coneixerem a les bessones Fitch, Katie, una controladora noia amb aires d'arribar a la popularitat, i Emily una noia que tracta d'ocultar el seu gust per les dones, millor dit, per una sola dona: Naomi, una intel·ligenta noia que va tenir una trobada amorosa fa un temps enrere amb Emily, que també formaran part de l'institut on es desenvolupa la trama. Effy en adonar-se de l'interès dels tres amics per ella, els lliura una llista amb reptes que hauran de superar durant el dia a l'institut, on s'incloïen consumir drogues, alcohol, causar un incendi, i tenir sexe entre d'altres. Cook és qui guanya el repte, només faltant-li una cosa per complir: el sexe, i serà Effy qui li farà complir en la seva totalitat el desafiament. |               |                      |                      |               |  |  |
| |               |                      |                      |               |  |  |
| 2 | Cook          | 29 de gener de 2009  | 18 de gener de 2012  |               |  |  |
| Es basa en Cook (Jack O'Connell) qui compleix 17 anys. Els nois assisteixen a la festa de la filla d'un gàngster de la ciutat. La noia li promet sexe a Cook, si aquest li aconseguia drogues. Finalment Cook i els altres nois acaben arruïnant la festa causant un gran desastre. El Gángster promet matar Cook, però aquest sembla no prestar importància. Cook porta a JJ a un prostíbul perquè perdi la seva virginitat i en una de les habitacions hi ha amb el famós gàngster, i abusa que l'home aquesta atrapat, i juga amb ell, maltractant per un estona, desafiant el que podria ser el seu fi. |               |                      |                      |               |  |  |
| |               |                      |                      |               |  |  |
| 3 | Thomas        | 5 de febrer de 2009  | 18 de gener de 2012  |               |  |  |
| Tracta de Thomas (Merveille Lukeba), un noble immigrant del Congo, que arriba a Bristol a la recerca d'una vida millor, amb més oportunitats. En el transcurs del capítol coneix a Pandora, de la qual s'enamora perdudament, i aquesta d'ell, començant una fugaç relació. El departament que ocupa il·legalment Thomas, li pertany al mateix gàngster que Cook va desafiar i humiliar anteriorment. Thomas el repta a un 'combat' de qui pot menjar més "chiles" picants. El guanyador sorprenentment és Thomas, el qual tindrà el privilegi de quedar-se amb el departament, i el gàngster haurà de deixar en pau als seus nous amics. Els nois organitzen una festa per celebrar el triomf, però de sobte la mare de Thomas arriba del Congo al costat dels seus germans, i en veure en què s'havia convertit el seu fill decideix emportar-se'l de tornada. |               |                      |                      |               |  |  |
| |               |                      |                      |               |  |  |
| 4 | Pandora       | 12 de febrer de 2009 | 25 de gener de 2012  | 19.000 / 0,7% |  |  |
| Aquest li correspon a Pandora (Lisa Backwell), que aquesta organitzant un festa del pijama, per a ella, Effy, i les seves noves amigues, però, el concepte de festa de les seves amigues no és el mateix que el de Pandora. Les noies desordenan els plans de Pandora, causant la molèstia d'aquesta. La petita festa se surt de control i arriben tots els amics i amics del nuvi de Katie a la festa, causant un gran enrenou. Finalment Pandora es resigna i surt del bany en què va estar amagat tot el dia, també hi amb Cook, i després d'una conversa sobre la virginitat de Pandora, Cook i ella tenen relacions, sabent que ell és el nuvi de Effy. Aquesta s'adona i li reclama a Pandora, però en aquest moment torna Thomas des del Congo, causant una gran confusió en Pandora. A més en aquest capítol es veu la separació dels pares de Effy, l'inici del romanç d'Emily i Naomi, i que Effy comença a sentir coses per Freddie, encara que ni ella ho sap.Al final de capítol Thomas torna del Congo. |               |                      |                      |               |  |  |
| |               |                      |                      |               |  |  |
| 5 | Freddie       | 19 de febrer de 2009 | 25 de gener de 2012  | 7.000 / 0,3%  |  |  |
| Es basa en Freddie (Luke Pasqualino), els seus problemes en l'entorn familiar, i el seu incontrolable amor per Effy. A més es presenta la història de la seva germana gran, Karen (Klariza Clayton), una jove que somia amb convertir en una "Sexxbomb" a través d'un concurs, somni que es veurà truncat pels jocs de Cook. Freddie i Effy estan cada vegada més a prop, però, Effy té por a enamorar-se i de no poder controlar la seva ment com ho ha fet tota la seva vida, i prefereix fugir del que sent per Freddie, aferrant-se a Cook. L'amistat entre Cook, Freddie i JJ penja d'un prim fil, només per Effy. |               |                      |                      |               |  |  |
| |               |                      |                      |               |  |  |
| 6 | Naomi         | 26 de febrer de 2009 | 1 de febrer de 2012  | 8.000         |  |  |
| Aquest pertany a Naomi (Lily Loveless), que presentarà una llista per competir per la presidència del centre de l'alumnat, però, Cook és desafiat per Naomi, qui li diu que el mai podria presentar una llista. Cook accepta el desafiament, i si aconsegueix establir la seva llista i guanyar, Naomi ha de tenir sexe amb ell. Després d'una llarga competència, on Naomi trobar el suport incondicional d'Emily, es declara a Naomi com la vencedora, però, aquesta s'adona que la votació va ser arreglada i que realment va guanyar Cook, deixant al descobert el boicot de la direcció i deixant a Cook com el vencedor, qui aviat reclamaria el seu premi. Naomi i Emily s'acosten cada cop més durant el transcurs del capítol, i Naomi per fi assumeix la seva atracció per ella, començant una relació. |               |                      |                      |               |  |  |
| |               |                      |                      |               |  |  |
| 7 | JJ            | 5 de març de 2009    | 1 de febrer de 2012  | 13.000        |  |  |
| Aquest li correspon a JJ (Ollie Barbieri), que se sent perdut i confós enmig del seu particular trastorn o autisme lleu. Sent que els seus amics ja no són els mateixos d'abans, i tot té relació directa amb Effy. Cadascun pel seu costat, sense preocupar de l'altre, secrets i més secrets els envolten. No obstant això, descobrirà en Emily, la companyia i amistat que mai va pensar trobar. Ambdós comparteixen els seus problemes, veritats, etc. Finalment, Emily decideix que és hora que JJ perdi la seva virginitat si vol ser un noi normal, i ella està disposada a fer-ho si és necessari. JJ accepta però tot prometent que tot quedarà en un pacte d'amistat. Katie i Freddie inicien una relació. Cook compte que va tenir relacions amb Pandora al davant de Thomas. |               |                      |                      |               |  |  |
| |               |                      |                      |               |  |  |
| 8 | Effy          | 12 de març de 2009   | 8 de febrer de 2012  | 23.000 / 0,8% |  |  |
| El protagonitza Effy (Kaya Scodelario). Katie i freds organitzen una mena de festa per als amics, però aquesta serà en un campament. Estan tots convidats, a excepció de Cook, que ja no és benvingut per cap en el grup. Mentre viatgen es troben amb un grup de caçadors que acaben espantant-los, amenaçant amb matar-los, aquests fugen però són seguits pels caçadors, finalment tot resulta ser una broma i deixen en pau als nois. En arribar Effy troba uns fongs que provoquen lucinacions, els porta amb el grup per animar la festa. Katie sembla molesta en veure com la seva idea de 'festa ideal' es transformava en la festa de Effy. Tots estan drogats gaudint de la festa, menys Katie. De sobte, apareix Cook qui s'hauria assabentat de la festa per Anthea, la mare de Effy. Tots rebutgen Cook i li diuen que es deixi anar, però aquest no s'anirà sense desemmascarar a tots. Cook confessa que s'ha estat ficant al llit amb Pandora enfront de tots, Thomas ja ho sabia i s'allunya. Katie nota que hi ha alguna cosa especial entre Freddie i Effy. D'un moment a un altre es troba amb Effy entremig del bosc, que es trobava drogada. Katie comença a colpejar i insultar, però, Effy la copeja amb una pedra i la deixa inconscient i l'abandona. Effy es troba amb Freddie i tenen sexe entre mig del bosc. A l'altre dia ningú trobava a Katie. Effy té por que el que va poder haver fet. Finalment en ser trobada i traslladada a l'hospital, Katie compte el que ha passat. Tots li donen l'esquena a Effy, i s'acosta en Cook, l'altre rebutjat. |               |                      |                      |               |  |  |
| |               |                      |                      |               |  |  |
| 9 | Katie i Emily | 19 de març de 2009   | 8 de febrer de 2012  | 17.000 / 0,7% |  |  |
| Se centra en les bessones, Emily (Kathryn Prescott) & Katie (Megan Prescott). S'acosta la festa de cap d'any, i Katie s'està recuperant després del cop que va patir al cap, però tot sembla anar bé, fins i tot ja té tot preparat per anar amb Freddie a la festa. Emily vol anar amb Naomi, però, aquesta no sap si està disposada a assumir la seva homosexualitat davant tota l'escola, de manera que causa problemes entre ambdues. Katie s'assabenta que Emily i JJ van tenir sexe, i decideix explicar-li a Naomi, perquè aquesta s'allunyi per sempre de la seva germana i deixi de causar mals de cap a la seva família, principalment a la seva mare. Naomi es desil·lusiona d'Emily, empitjorant dràsticament la relació. Katie planeja tot per a ella per anar amb Freddie, i la seva germana amb JJ. Emily sense cap opció accepta. Arriba la festa i tot sembla tal com ho havia planejat Katie, però l'arribada de Naomi canviarà tot, ja que està decidida a no perdre a Emily i Katie barallen durament al capdavant de tots, en saber-se que l'última li va explicar el de JJ a la seva núvia, fins que finalment Emily li demana que si us plau l'accepti i que la deixi ser feliç amb Naomi, perquè ella no pot ser la seva ombra per a tota la vida. Katie entén i deixa que la seva germana esculli el seu camí. Emily i Naomi caminen de la mà i per fi viuen lliurement el seu amor. |               |                      |                      |               |  |  |
| |               |                      |                      |               |  |  |
| 10 | Tothom        | 19 de març de 2009   | 15 de febrer de 2012 | 11.000 / 0,4% |  |  |
| L'últim episodi de la temporada se centra en Effy, Cook, Freddie i JJ. Cook i Effy es troben en un poble proper a Bristol, allà aquest es retroba amb el seu pare després de molts anys. Freddie i JJ es troben a Bristol, i decideixen anar a la recerca de Effy i Cook. En arribar es troben els 4 nois i decideixen competir en una carrera i si Cook perd haurà de lliurar la "casa" on viu el seu pare. Finalment la cursa la perd de manera que el pare de Cook perdria la seva llar. Cook s'adona que el seu pare nol'estima realment, ja que aquest intenta cremar-li la cara en perdre, però Freddie arriba en el moment precís per salvar-lo. Effy i Freddie tornen a tenir relacions, sembla que l'amor ja no pot seguir ocultant. Finalment els 4 nois decideixen fugir i trencar el deute, llencen al mar al pare de Cook, i els nois van camí a Bristol. |               |                      |                      |               |  |  |
| |               |                      |                      |               |  |  |

### Quarta temporada
| 1 | Thomas  | 28 de gener de 2010  | 15 de febrer de 2012 | 16.000 / 0,6% |  |  |
| La quarta temporada comença amb Thomas i Pandora, quan es veu afectat per la mort de Sophia, una noia drogada que es va suïcidar en un club al qual Thomas li toco cuidar aquesta nit. El propietari del club i Thomas són interrogats per la policia. La policia va a l'escola a interrogar a tots els alumnes. Durant l'interrogatori Thomas entra al bany i es troba amb Cook que està tirant cocaïna pel vàter, en veure això Thomas culpa Cook pel suïcidi de la noia, pel fet que pensa que Cook li va donar la droga. Thomas colpeja Cook fortament i comencen a barallar, però Freddie arriba a separar-los. Thomas comença a anar a l'església on coneix a una noia i ell comença a sentir atracció cap a ella. Thomas i ella tenen relacions. Thomas li diu a Pandora que l'engany amb una altra, Pandora es va enfadada i trista. Thomas es troba amb Naomi i cook en un pub, i Naomi i Cook li retreuen el que li va fer a Pandora, cosa que va enfurismar molt a Thomas que va començar a colpejar a Cook de nou mentre li cridava que s'ho mereixia a causa de la noia que es va suïcidar per culpa seva, però Naomi li revela que ella li va donar la droga a la noia perquè necessitava diners per donar-li un regal a Emily, i que no sabia ni tan sols qui era ella. Thomas visita a Pandora per a demanar-li disculpes, però ella ho rebutja. |         |                      |                      |               |  |  |
| |         |                      |                      |               |  |  |
| 2 | Emily   | 4 de febrer de 2010  | 22 de febrer de 2012 | 38.000        |  |  |
| En aquest és el torn d'Emily. Emily i Naomi anaven juntes a l'escola però la policia les interroga i Naomi comença a posar-se tensa i mentir sobre tot. Quan acaba l'interrogatori Naomi li explica a Emily que va mentir perquè ella li havia venut les drogues a Sophia, per comprar els lents. Emily va a la casa de Sophia a visitar la seva mare dient-li que era una amiga d'ella. Emily entra a l'habitació de Sophia i prenc un llibre i una carta que havien en l'habitació. La carta es la va donar a Matt, germà de sophia, però el llibre l'hi va quedar i dins d'ell hi havia una imatge de Sophia i Naomi. Katie porta al seu nou nuvi a casa. Emily es va a viure amb Naomi. Naomi i Emily van a una festa on Thomas se l'està passant malament perquè Pandora no ho perdona tot i Cook comença una baralla amb un desconegut i colpeja a JJ per veure com Effy besava a Freddie. Emily s'assabenta que Naomi l'enganya amb Sophia la primera vegada que la va conèixer. Emily s'atura a la vora de l'edifici pensant en suïcidar-se, però s'allunya d'aquí plorant, mentre que Naomi li demana perdó. Al final del capítol Emily va a la casa de Naomi i ella té una nota enganxada a la porta que deia: "Faré el que sigui". |         |                      |                      |               |  |  |
| |         |                      |                      |               |  |  |
| 3 | Cook    | 11 de febrer de 2010 | 22 de febrer de 2012 | 19.000        |  |  |
| Cook Després de colpejar a algú en una festa, Cook és portat a judici, en el qual ell es declara com innocent, pel que li atorguen a un advocat, anomenat Duncan. Li posen un identificador i li diuen que ha d'estar a casa de la seva mare, amb qui no porta una bona relació des de fa anys. Cook és expulsat de l'escola. Cook va amb Duncan, el seu advocat, a veure com anava el cas i ell li diu que no té escapatòria després de colpejar a un noi al davant de 83 testimonis. Després que el germà petit de Cook, en voler ser com ell arma un enrenou, la mare de Cook, furiosa, els expulsa de casa i ell porta al seu germà a la casa de Naomi. Naomi i ell tenen una xerrada, en la qual ella li diu que no se senti culpable per la mort de Sophia. Després Cook recapacita sobre els seus actes i es declara culpable, incloent la mort de Sophia (i negant la participació de Naomi) pel que el fiquen a la presó. |         |                      |                      |               |  |  |
| |         |                      |                      |               |  |  |
| 4 | Katie   | 18 de febrer de 2010 | 29 de febrer de 2012 | 23.000 / 0,7% |  |  |
| Tracta de Katie que s'adona de la crisi econòmica i emocional que viu la seva família: el pare de Katie ha deixat a tota la seva família en fallida, i no tenen on viure. I sota tota la tensió, sembla que Jenna i Rob es van a divorciar i James, el germà de Katie, està espantat per això. Katie s'ensorra encara més quan s'assabenta que és infèrtil pel que mai podrà tenir fills, després de la pèrdua de la casa dels Fitch ella i la seva família acaben vivint a casa de Naomi i Emily. |         |                      |                      |               |  |  |
| |         |                      |                      |               |  |  |
| 5 | Freddie | 25 de febrer de 2010 | 29 de febrer de 2012 | 4.000 / 0,1%  |  |  |
| És el torn de Freddie que s'adona que l'amor pot portar a cometre molts errors. Freddie està enamorat completament de Effy. I ells dos estan gaudint dels seus moments junts, aprofitant que la mare de Effy està de viatge. Però Freddie s'adona que a Effy li passa alguna cosa estranya, i encara que no ho vol acceptar, ell sap que ella està començant a tornar boja. Ell lluita per Effy, per no fer que la posin a un hospital psiquiàtric, perquè no vol que li passi el mateix que la seva mare. Freddie descobreix que és inevitable que a Effy la posin a un hospital i deixa que la internin. |         |                      |                      |               |  |  |
| |         |                      |                      |               |  |  |
| 6 | JJ      | 4 de març de 2010    | 7 de març de 2012    | 20.000 / 0,6% |  |  |
| Li toca a JJ, que per fi troba l'amor de Lara, però amb algunes circumstàncies inesperades per a ell, ja que té un nen. JJ enamorat, però no s'atreveix a parlar perquè pensa que mai li farà cas. Thomas pren cartes en l'assumpte i li diu a JJ que si no la convida a sortir, ell ho farà. JJ s'arma de valor i li pregunta, i li respon que sí. Ell la porta a casa dels seus pares on ells desaproven la relació amb ella pel fet que no sabien que ella ja tenia un nadó. Ella trenca amb JJ. Però JJ fa tot el que és possible per conquistar-la de nou, sense importar el que els altres pensin. |         |                      |                      |               |  |  |
| |         |                      |                      |               |  |  |
| 7 | Effy    | 11 de març de 2010   | 7 de març de 2012    | 12.000 / 0,5% |  |  |
| Tracta sobre Effy, ella acaba de sortir de rehabilitació després que va intentar treure's la vida, és una Effy totalment nova després del tractament amb John Foster, però torna a caure, de manera que entra en rehabilitació una altra vegada. En el capítol es també s'observa una insana obsessió de Foster cap Effy la qual desencadenarà un fatídic desenllaç en què Foster assassina a Freddie ja que aquest va ser a la casa del Dr a dir-li que no se li acostés a Effy. |         |                      |                      |               |  |  |
| |         |                      |                      |               |  |  |
| 8 | Tothom  | 18 de març de 2010   | 14 de març de 2012   | 30.000 / 1,0% |  |  |
| Tracta sobre el grup en general. Al principi es destaca una infidelitat per part d'Emily de la qual Naomi s'assabenta. Karen després de la desaparició del seu germà sent que alguna cosa va malament i recorre a Cook, que estranya a Freddie però no pot oblidar Effy. Katie en el seu intent de donar suport a Thomas a que torni amb Pandora, s'adona que sent una atracció cap a ell i el besa, però ell li diu que no pot oblidar-se de Pandora, rebutjant així a Katie. Effy surt de la clínica en la qual estava i es troba amb Cook al cobert de Freddie. Ella té por que Freddie l'hagi abandonat, però Cook demostra que no és així per mitjà d'un quadern escrit per Freddie. En ser l'aniversari de Freddie apareix JJ al cobert on estaven Effy i Cook. Després apareixen Karen i Pandora (qui anuncia tenir una beca per estudiar història a Harvard). Després Effy li envia un missatge a Katie, Emily, Naomi i Thomas perquè vagin a celebrar l'aniversari de Freddie. Quan Emily i Naomi es troben a la festa, Naomi li confessa a Emily que va estar enamorada d'ella des del primer moment en què la va veure i que va comprar els bitllets per viatjar amb ella. Ambdues es reconcilien. Després Thomas li diu a Pandora que va aconseguir una beca com a corredor per anar a una universitat als EUA i resulta que és Harvard. Pandora li dona la mà i li diu que seran companys. La festa de l'aniversari de Freddie va bé fins que apareix als afores de la casa John Foster. Cook ho persegueix i entra a casa seva, on troba les pertinences de Freddie ensangonades, adonant així de la seva mort. John ho troba i li diu que es posi de genolls per poder picar-lo amb el seu bat fins a matar com a Freddie. Confessa alhora la seva obsessió per Effy i li diu a Cook que ell no és res. Cook li diu que també sent que no és res, i també li diu que sap que acaba de matar el seu amic. Al final es veu Cook repetint la frase I'M COOK! (SÓC COOK!, Com el seu pare, al final de la 1 ª temporada) i fent un moviment de braç que suposa que colpeja a John, acabant així l'escena i sense conèixer el desenllaç de la baralla. |         |                      |                      |               |  |  |
| |         |                      |                      |               |  |  |

### Cinquena temporada
| 1 | Franky | 27 de gener de 2011  | 14 de març de 2012 | 21.000 / 1,0% |  |  |
| Avui és el primer dia a l'institut Roundview per a la Franky, una noia tímida, solitària i amb un passat incert, que de seguida plantarà cara a la Mini, la líder de la seva colla. En Matty intentarà fer veure a la Franky que si vol, no ha de tenir mals rotllos amb tothom i, de mica en mica, la Franky es començarà a fer col·lega de l'Alo, en Rich i la Grace, una de les millors amigues de la Mini.                               |        |                      |                    |               |  |  |
| |        |                      |                    |               |  |  |
| 2 | Rich   | 3 de febrer de 2011  | 21 de març de 2012 | 20.000 / 0,6% |  |  |
| L'Alo està molt enfadat amb en Rich perquè els han fet fora d'una festa per culpa d'ell, però també perquè al seu costat és impossible lligar. La Grace intentarà ajudar-lo a superar el problema de comunicació que té amb les noies, però en Rich li demanarà a una altra noia per sortir, sense adonar-se que el que vol la Grace és enrotllar-se amb ell.                                                                                |        |                      |                    |               |  |  |
| |        |                      |                    |               |  |  |
| 3 | Mini   | 10 de febrer de 2011 | 21 de març de 2012 | 17.000 /0,6%  |  |  |
| A la Mini no li ha fet cap gràcia que la Franky dissenyés els vestits de la desfilada benèfica de l'institut, i encara menys comprovar que encara són amigues amb la Grace. La reacció que tindrà la podria enemistar amb tothom. D'altra banda, en Nick, que comença a estar fart d'esperar que la Mini es decideixi a tenir relacions sexuals amb ell, podria passar a l'acció amb la Liv.                                                 |        |                      |                    |               |  |  |
| |        |                      |                    |               |  |  |
| 4 | Liv    | 17 de febrer de 2011 | 28 de març de 2012 |               |  |  |
| La Liv continua enrotllant-se amb en Nick, tot i saber que hi ha en joc la seva amistat amb la Mini. De fet, està desil·lusionada amb la família, les col·legues i amb la vida en general. Aviat, però, coneixerà en Matty, amb qui viurà un dia ple de drogues, sexe i històries al límit de la llei que, al final de tot, la faran reflexionar.                                                                                            |        |                      |                    |               |  |  |
| |        |                      |                    |               |  |  |
| 5 | Nick   | 24 de febrer de 2011 | 28 de març de 2012 |               |  |  |
| En Nick és el tio més guai de l'institut. Està bo, té un pare que està molt orgullós d'ell i és l'estrella de l'equip de rugbi. Però l'arribada d'en Matty, el seu germà, li començarà a portar una sèrie de problemes que no s'esperava. Després de presentar-li els seus amics, es començaran a obrir tot de ferides del passat que li podrien canviar la vida.                                                                            |        |                      |                    |               |  |  |
| |        |                      |                    |               |  |  |
| 6 | Alo    | 3 de març de 2011    | 4 d'abril de 2012  |               |  |  |
| Els pares de l'Alo, que estan tips de tenir un fill tan "inútil", han decidit treure'l de l'institut perquè comenci a treballar a la granja amb el pare. Desorientat pels consells dels col·legues, que el volen convèncer que passi dels pares i que faci la seva vida, l'Alo organitzarà una festa a la granja que acabarà amb un accident inesperat.                                                                                      |        |                      |                    |               |  |  |
| |        |                      |                    |               |  |  |
| 7 | Grace  | 10 de març de 2011   | 4 d'abril de 2012  |               |  |  |
| La Grace, que sempre ha cregut en els contes de fades i en els finals feliços, aviat es veurà obligada a afrontar la vida tal com és. El seu pare, el senyor Blood, que no està gens d'acord amb la relació que té amb en Rich, l'ha amenaçat de tornar-la a enviar a l'institut Mayberry per a senyoretes si no treu un excel·lent a l'examen de teatre. I tal com estan les coses, ho té més complicat que mai.                            |        |                      |                    |               |  |  |
| |        |                      |                    |               |  |  |
| 8 | Tothom | 17 de març de 2011   | 11 d'abril de 2012 |               |  |  |
| Ha arribat el dia del casament d'en Rich i la Grace. La colla, que està més dividida que mai, intentarà fer el possible perquè sigui un dia genial, però la cosa no pot començar pitjor. La furgo de l'Alo es mor a mig camí de l'església i cadascú continua el camí pel seu compte. A més, el pare de la Grace, el senyor Blood, farà el possible per impedir un casament que ni en Rich ni la Grace no tenen clar que s'hagi de celebrar. |        |                      |                    |               |  |  |
| |        |                      |                    |               |  |  |

### Sisena temporada
| 1  | Tothom        | 23 de gener de 2012  |  |  |  |  |
|    |               |                      |  |  |  |  |
|    |               |                      |  |  |  |  |
| 2  | Rich          | 30 de gener de 2012  |  |  |  |  |
|    |               |                      |  |  |  |  |
|    |               |                      |  |  |  |  |
| 3  | Alex          | 6 de febrer de 2012  |  |  |  |  |
|    |               |                      |  |  |  |  |
|    |               |                      |  |  |  |  |
| 4  | Franky        | 13 de febrer de 2012 |  |  |  |  |
|    |               |                      |  |  |  |  |
|    |               |                      |  |  |  |  |
| 5  | Mini          | 20 de febrer de 2012 |  |  |  |  |
|    |               |                      |  |  |  |  |
|    |               |                      |  |  |  |  |
| 6  | Nick          | 27 de febrer de 2012 |  |  |  |  |
|    |               |                      |  |  |  |  |
|    |               |                      |  |  |  |  |
| 7  | Alo           | 5 de març de 2012    |  |  |  |  |
|    |               |                      |  |  |  |  |
|    |               |                      |  |  |  |  |
| 8  | Liv           | 12 de març de 2012   |  |  |  |  |
|    |               |                      |  |  |  |  |
|    |               |                      |  |  |  |  |
| 9  | Mini i Franky | 19 de març de 2012   |  |  |  |  |
|    |               |                      |  |  |  |  |
|    |               |                      |  |  |  |  |
| 10 | Tothom        | 26 de març de 2012   |  |  |  |  |
|    |               |                      |  |  |  |  |
|    |               |                      |  |  |  |  |

### Setena temporada
El 8 de març de 2012, Channel 4 va confirmar que Skins acabarà després de la setena temporada, amb personatges de les tres generacions en una temporada de 3 episodis de 2 hores de duració.